# Hvar (město)
Hvar (italsky Lesina) je hlavní město stejnojmenného ostrova v chorvatské Dalmácii. V opčině žije celkem 4 138 obyvatel (2001), ve městě samotném žije trvale 3 672 obyvatel. Město leží na jihozápadním pobřeží ostrova.
Město Hvar je sídlo prvního veřejného divadla v Evropě, otevřeného roku 1612.

## Památky Hvaru
- Galerie moderního umění Arsenal
- Biskupské muzeum
- Letohrádek Hanibala Luciće
- Archeologická sbírka a lapidárium Dr. Grgy Novaka
- Umělecká sbírka Hanibala Luciće
- Pevnost Španjola

### Kostely
- Katedrála svatého Štěpána (Crkva sv. Stjepana)
- Kostel Milostné Panny Marie a františkánský klášter (Crkva Gospe od milosti i samostan franjevaca)
- Kostel Svatého ducha (Crkva Svetog Duha)
- Kostel Panny Marie na Kruvenici (Crkva Gospe od Kruvenice)
- Bývalý opevněný kostel svatého Veneranda a řeckokatolický klášter
- Kostel Zvěstování Panně Marii (Crkva navještenja Marijina)
- Kostel Panny Marie, hvězdy moře (Stella Maris, Crkva Gospe na Fabrici)
- Bývalý kostel svatého Marka a dominikánský klášter (Crkva sv. Marka i samostan dominikanaca)
- Kostel svatého Antonína a klášter benediktýnek (Crkva sv. Antuna i samostan benediktinki)

## Doprava

### Lodní doprava
Ve Hvaru je přístav I. kategorie pro jachty a malé lodě, délka mola je 235 metrů.. Trajektové spojení na ostrov Hvar je ale pouze do přístavů Stari Grad a Sućuraj.

### Silniční doprava
Město Hvar leží na hlavní silniční komunikaci číslo 116, která vede z Hvaru na východ silničním tunelem do přístavu trajektů Stari Grad, města Stari Grad, Jelsy a přístavu Sućuraj.
Města Hvar a Stari Grad spojuje ještě stará silnice přes obce Brusje, Velko Grablje a Selca (Selca kod Starog Grada). Ta je dnes používána především pro turistickou atraktivitu, protože se z ní otvírají výhledy na starigradskou zátoku a další lokality ostrova. Je rovněž součástí cyklistických tras 709 a 710.

## Obrázky

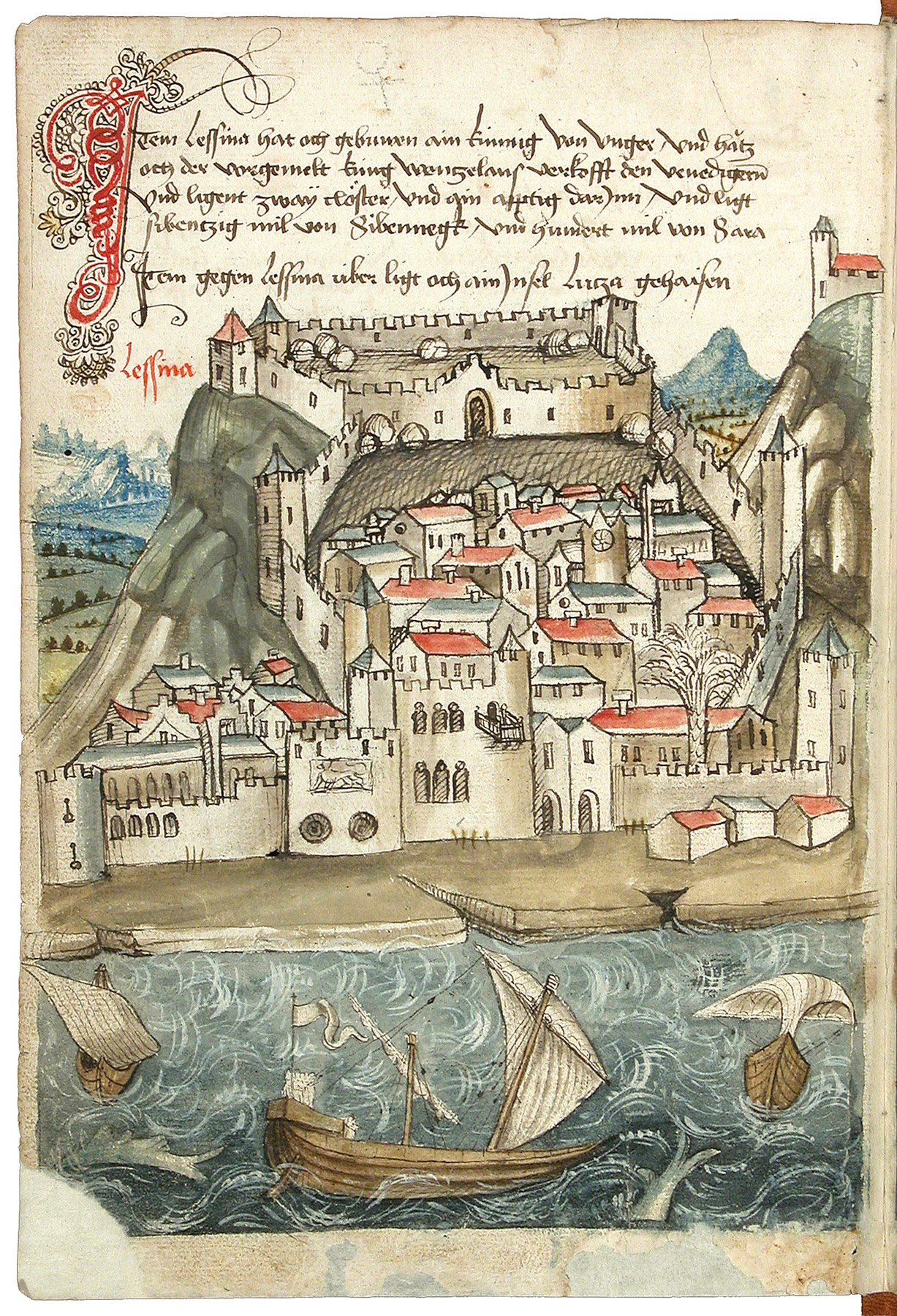
Kolorovaná kresba přístavu a pevnosti Hvar z knihy Konráda von Grünenberg Beschreibung der Reise von Konstanz nach Jerusalem z roku 1487, list 12v - 030
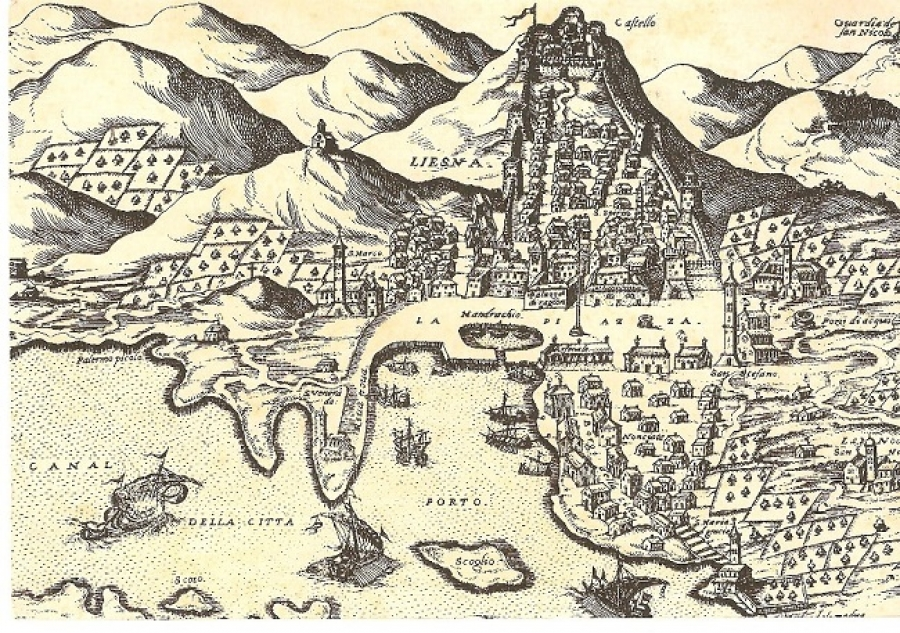
Giovanni Francesco Camotio: pohled na město Hvar a pevnost Španjola v roce 1571.
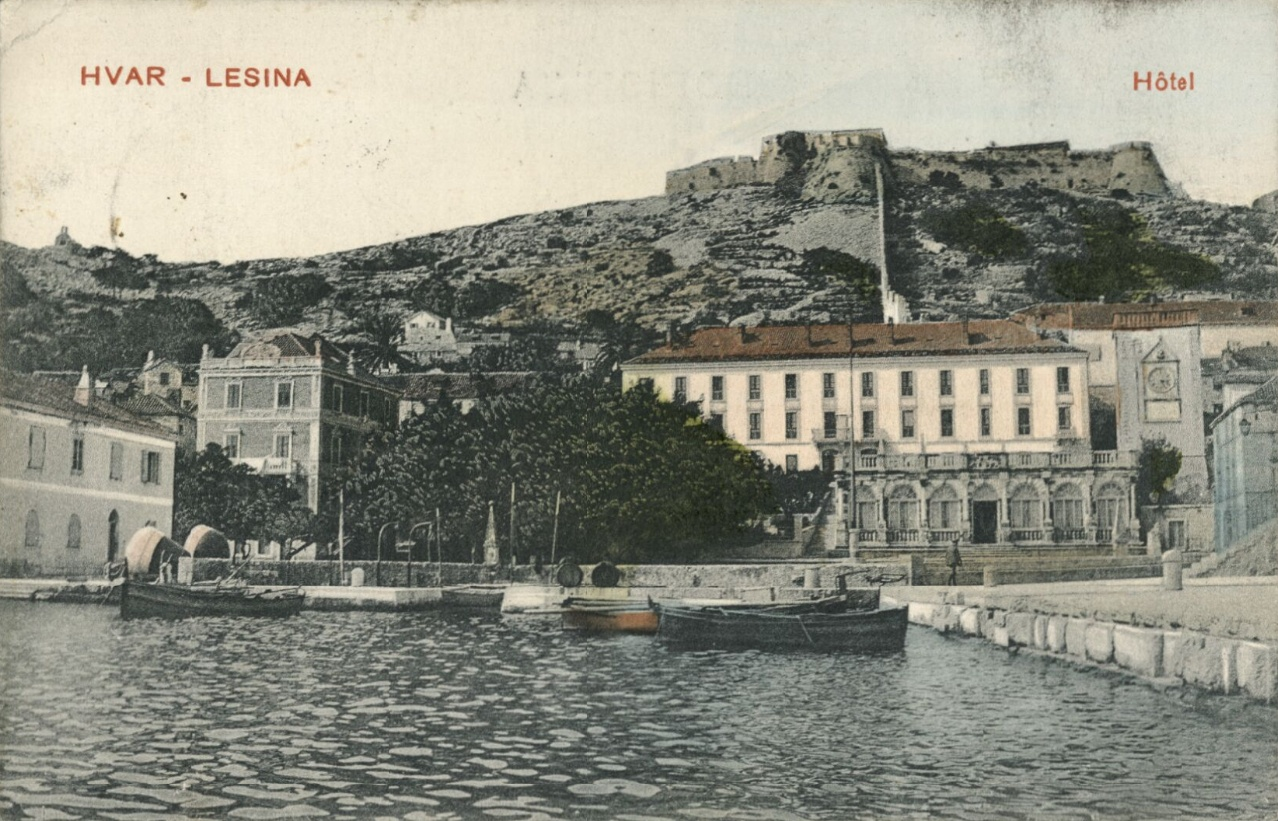
Pohled na pevnost z přístavu v roce 1912
Město Hvar